# Anfeng Tang
Anfeng Tang är en reservoar i Kina. Den ligger i provinsen Anhui, i den östra delen av landet, omkring 74 kilometer nordväst om provinshuvudstaden Hefei. Anfeng Tang ligger 24 meter över havet. Arean är 34 kvadratkilometer. Trakten runt Anfeng Tang består till största delen av jordbruksmark. Den sträcker sig 7,5 kilometer i nord-sydlig riktning, och 8,1 kilometer i öst-västlig riktning.
Genomsnittlig årsnederbörd är 1 165 millimeter. Den regnigaste månaden är augusti, med i genomsnitt 190 mm nederbörd, och den torraste är december, med 20 mm nederbörd.